# Alamedilla
Alamedilla est une municipalité espagnole de la province de Grenade, communauté autonome d'Andalousie.

## Démographie
| 1930  | 1940  | 1950  | 1960  | 1970  | 1981  | 1991  | 2001 |
| ----- | ----- | ----- | ----- | ----- | ----- | ----- | ---- |
| 1 824 | 2 634 | 3 019 | 2 631 | 1 800 | 1 329 | 1 045 | 888  |

| 2005 | 2006 | 2007 | - | - | - | - | - |
| ---- | ---- | ---- | - | - | - | - | - |
| 811  | 785  | 864  | - | - | - | - | - |

## Communes limitrophes
| Huelma (province de Jaén) | Cabra del Santo Cristo (province de Jaén) |                  |
| Guadahortuna              | Alamedilla                                | Alicún de Ortega |
|                           | Pedro-Martínez                            |                  |